# Kontorskollektiv

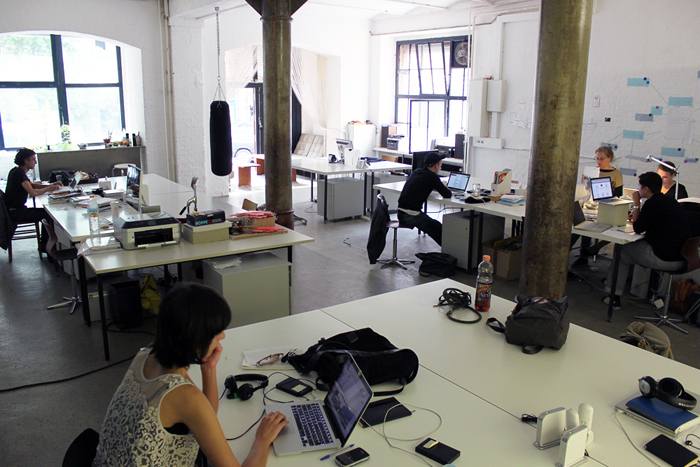
Ett kontorskollektiv i Berlin.

Kontorskollektiv (engelska: coworking) är en lokal där människor med olika yrken arbetar tillsammans. Till skillnad från traditionella kontor är de som arbetar där sällan anställda av samma arbetsgivare utan oftast frilansare, nyetablerade företagare, hantverkare, konstnärer, forskare eller andra ensamarbetande.
Det är en social gemenskap där de som ingår arbetar oberoende av varandra, men delar samma värderingar och är intresserade av de synergieffekter som kan uppstå när de arbetar med människor som värdesätter att arbeta på samma ställe.
Kontorskollektiv kan vara en lösning på den isolering många frilansare upplever när de arbetar hemma, samtidigt som de slipper att bli distraherade av hemmiljön. Då blir kontorskollektivet den tredje platsen.
Ofta finns kontorskollektiv i byggnader och lokaler som har förlorat sin tidigare funktion: fabrikslokaler, skolor och till och med kyrkor.

## Olika varianter

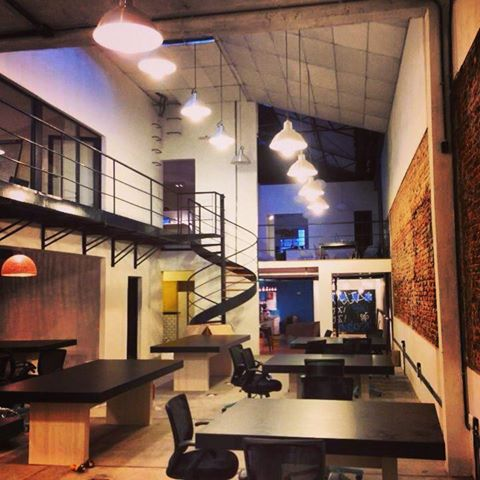
La Maquinita Co, kontorskollektiv i Argentina.

Kontorskollektiv är inte bara en fysisk plats, utan först och främst en kollektiv gemenskap, vars fördelar även kan upplevas utanför själva lokalen. Därför rekommenderas skapandet av en kollektiv gemenskap innan man överväger att öppna ett kontorskollektiv.
Vissa kontorskollektiv väljer att istället bli en del av redan befintliga gemenskaper genom att kombinera sin etablering med event som attraherar deras tänkta målgrupp.
Fastighetsbolagens kontorshotell säljer främst arbetsplatser, och först på andra plats kommer gemenskapsfrämjandet. Målgruppen är frilansare, distansarbetare, och små- och mellanstora företag, som behöver en arbetsplats och söker en samarbetsgemenskap. Hyresgästerna får ofta tillgång till service som utskrifter och rådgivning. Många kontorskollektiv erbjuder även möjligheten att jobba från många olika adresser, ibland i olika städer. I samband med att hybridarbetet blivit allt mer populärt har nya varianter av kontorskollektiv vuxit fram. Ett sådant exempel är möjligheten att boka dagspass på kontorskollektiv.
Kontorskollektiv skiljer sig markant från företagskuvöser eller inkubatorer vars syfte är att underlätta nystartade företags tillväxt och lönsamhet genom att erbjuda affärscoachning och nätverk för kontakt med kunder, partners och investerare, ofta kombinerat med stödtjänster som uthyrning av lokalyta, telefon och IT-nätverk. De passar inte in i kontorskollektivsmodellen eftersom de ofta saknar processens sociala, samarbetsvilliga och informella aspekter. Hos kontorskollektiv liknar ledningen mer en  kooperation, som fokuserar på gemenskap istället för på vinst.
Många av kontorskollektiven deltar även i "okonferenser" eller "open space-konferenser" som BarCamp och andra open source-relaterade event.

## Historia

### Bakgrund

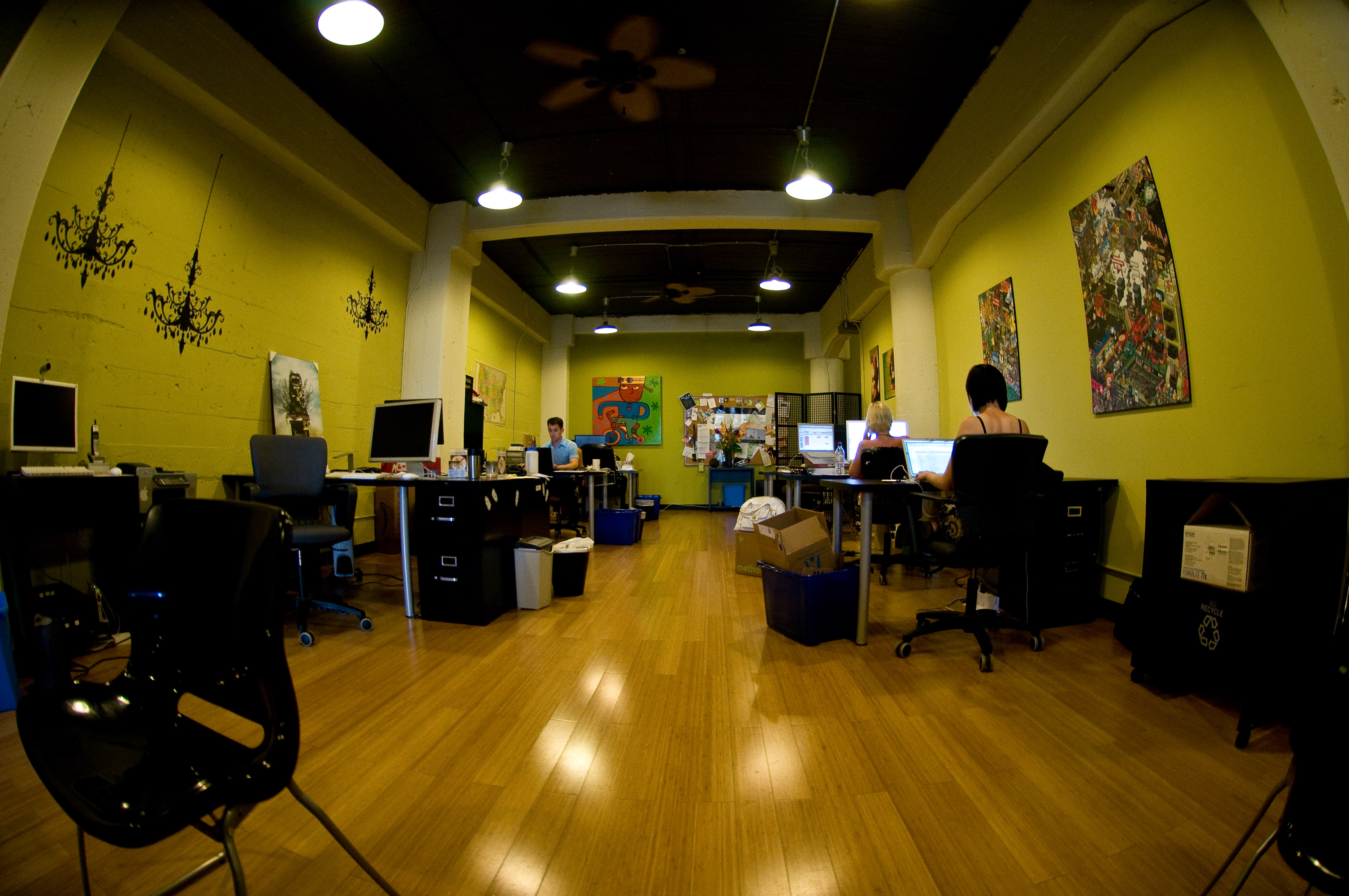
Brad Neuberg var medgrundare av kontorskollektivet Citizen Space i San Francisco i Kalifornien.

Förutsättningarna för tillkomsten av kontorskollektiv som ett sätt att organisera arbetet var både ekonomiska faktorer och storstadsutvecklingen. Kontorskollektiv kan ses som en produkt av kunskapsekonomin och ökningen av den kreativa klassens och den tekniska intelligentians roll samtidigt med outsourcingtendenserna inom deras yrkesområden.
I storstäderna ledde gentrifieringen till ökade fastighetskostnader vilket gjorde hyrorna oöverkomliga för nyföretagare och frilansare. Då blev kontorskollektiv ett alternativ, baserat på ömsesidig hjälp och erfarenhetsutbyte mellan människor med olika erfarenheter och yrkesskicklighet.

Hackerspace var i mångt och mycket en förebild för kontorskollektiv, som en plats för umgänge mellan människor med liknande intressen inom vetenskap och teknik. De första hackerspace dök upp i mitten av 1990-talet i USA och Tyskland och finansierades huvudsakligen genom medlemsavgifter. Även så kallade entreprenörscenter hade gemensamma drag med kontorskollektiv. Exempelvis Schraubenfabrik i Wien som öppnade 2002 blev senare ett betydande kontorskollektiv.
Termen coworking i nutida betydelse användes först av speldesignern och nöjesteoretikern Bernie De Koven för att beteckna hur jämlika människor kan samarbeta. I de företagsutbildningar De Koven organiserade ingick gemensamma lösningar av arbetsuppgifter med hjälp av brainstorming och diskussioner, och kallades just coworking. Han var den förste ägaren till domännamnet "coworking.com", som han senare överlät till "coworkingrörelsen".

### Tidiga exempel

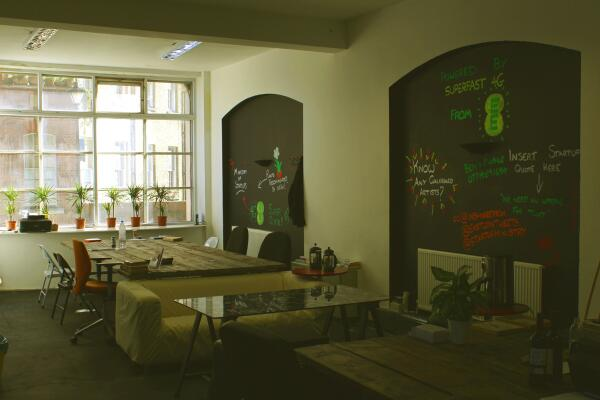
Ministry of Startups, kontorskollektiv i London.

Det första kontorskollektivet öppnade 9 augusti 2005 i den feministiska rörelsen hus, Spiral Muse i San Francisco. Programmeraren Brad Neuberg, som hade tröttnat på avsaknaden av umgänge/kontakt på kontoret och improduktivt arbete hemma startade ett kontorskollektiv som ett icke-kommersiellt partnerskap och erbjöd potentionella deltagare en arbetsplats, gratis wi-fi, pausmeditation, gemensamma luncher och cykelturer för en låg månadsavgift. Ett år senare stängde Neuberg det första kontorskollektivet och öppnade ett nytt tillsammans sina partners – "Hat Factory".
De första kontorskollektiven i Europa kom till i London 2005 och i Berlin 2007, och är fortfarande bland de största i världen. "The Hub" i London har blivit ett internationellt nätverk med 65 platser på fem kontinenter. "Business Class Net", som öppnade i Kreuzberg i Berlin blev det första kontorskollektivnätverket att utvecklas som franchise.

### Större spridning
2007 var begreppet "coworking" etablerat på engelska, och 2009 utkom den första boken om företeelsen – I’m Outta Here: how co-working is making the office obsolete av Drew Jones. 2010 firade kontorskollektiven i "Spiral Muse" 5-årsjubileum med den första "Coworkingdagen. 2011 hölls den första konferensen, som samlade kontorskollektivskapare från hela världen – "Global Coworking Unconference Conference".
Enligt publikationen Deskmag arbetade omkring 300 000 människor på 6 000 kontorskollektiv över hela världen 2014. Några undersökningar visar att antalet kontorskollektiv och arbetsplatser där har fördubblats varje år mellan 2006 och 2015. Första plats vad gäller antal intar USA, följt av Tyskland, Spanien, Storbritannien och Japan.

## Särdrag

### Gemenskapen

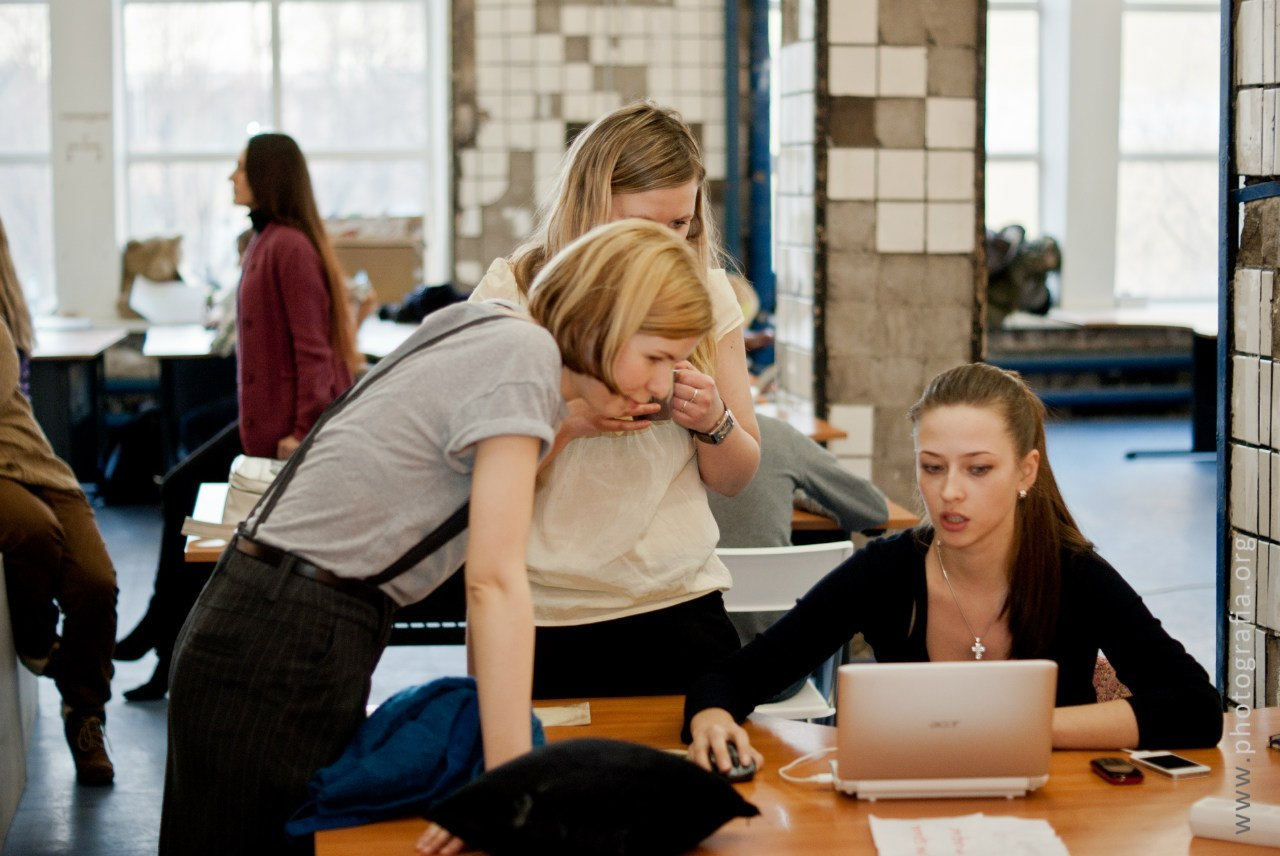
Kontorskollektivet Zona dejstvija (ryska: Зона Действия) i Sankt Petersburg.

Det som skiljer kontorskollektiv från andra arbetsplatser är gemenskapen som finns där mellan människor med olika kunskaper och yrkesskicklighet. Kontorskollektivens medlemmar intygar att utbytet av erfarenheter och idéer höjer produktiviteten och hjälper till att hitta kreativa lösningar på arbetsuppgifter.
Utöver de kontorskollektiv som är öppna för vem som helst finns även de som har specialiserat sig på vissa verksamhetsområden, kön eller nationaliteter. Hera Hub i Washington, D.C. är till exempel skapad av kvinnor för kvinnor. I Nairobi finns sedan 2010 kontorskollektivet iHub, som samlar tekniska projekt inriktade på att lösa problem i Afrika. Kända nischade kontorskollektiv med gott anseende kan hjälpa dem att skapa kontakter med investerare och partners.

### Lokalerna
De flesta kontorskollektiv erbjuder medlemmarna både permanenta och tillfälliga arbetsplatser, det vill säga alla platser som inte är reserverade för andra medlemmar eller grupper. De hyr även ut tidsbegränsade samtals- och sammanträdesrum och kontorsutrustning.
Dessutom har några kontorskollektiv samarbetsavtal som ger medlemmarna kontorskollektiv-visum så de utan extra kostnad kan arbeta i andra kontorskollektiv i andra städer och länder.
Många kontorskollektiv har egna samtalsrum, kök och avskilda kontor för mindre grupper. Deras planlösningar och design utgår från medlemmarnas två viktigaste behov – arbetsro och umgänge.

### Den ekonomiska modellen
De första kontorskollektiven kom till på ideellt initiativ, och med tiden har en stabil affärsmodell utformats.
Statistiken i den samlade utgåvan av Deskmag bekräftar att de flesta kontorskollektiv börjar gå med vinst efter två år.
Största inkomstkällan, och för några kontorskollektiv den enda, är medlemsavgifterna. Bortsett från det får några kontorskollektiv inkomster för genomförande av egna aktiviteter och för att fungera som plattform som arrangörer från tredje part, organisera måltider för medlemmarna och erbjuda bokföring, juridiska och andra tjänster.
Några kontorskollektiv lyckas hitta sponsorer eller investerare för sin utveckling.

## Kontorskollektiv i olika länder

### Asien

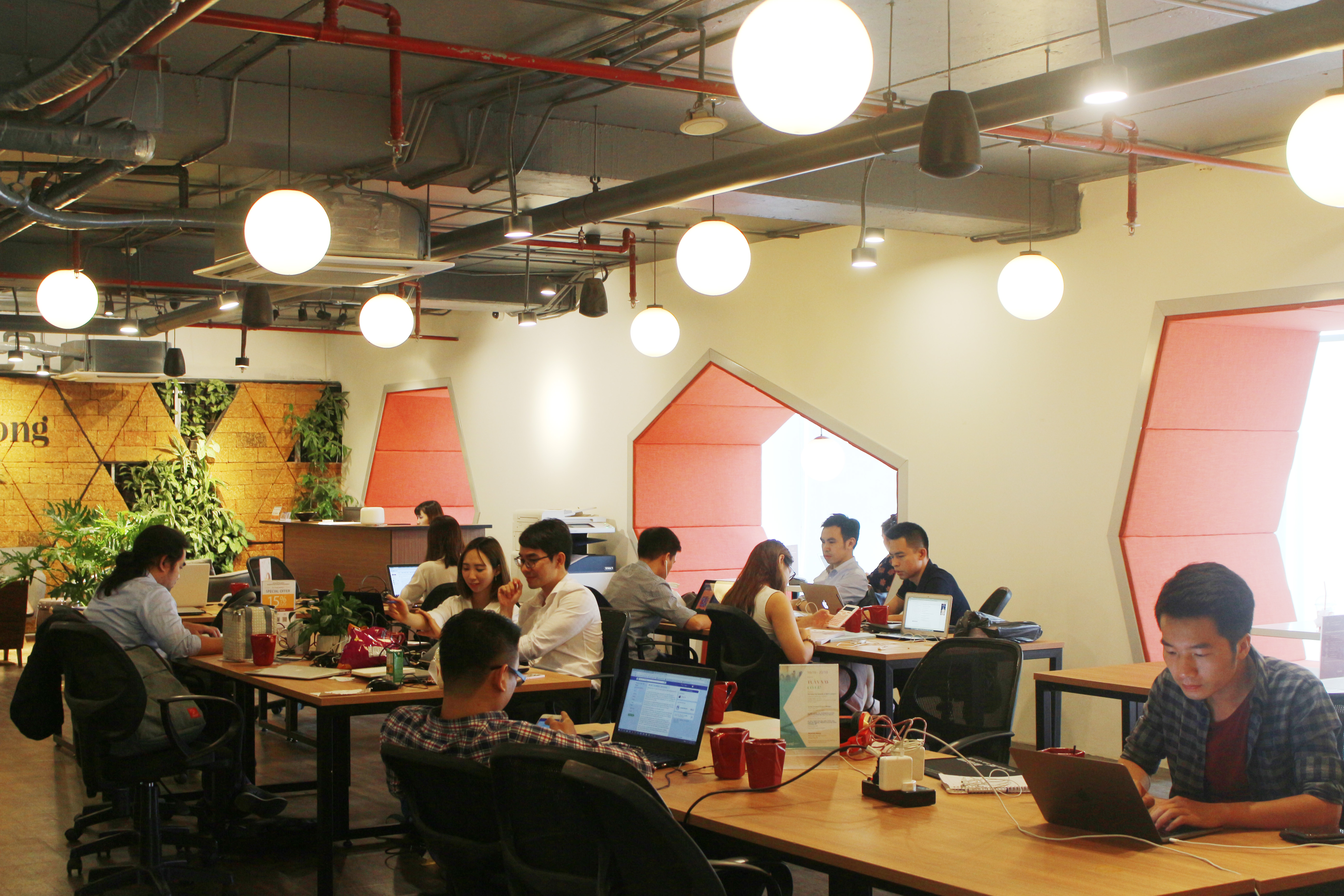
Toong's design i Hanoi är en blandning av kulturella särdrag och moderna detaljer.

Kontorskollektiv har blivit mycket populära i Asien eftersom det är ont om plats i länder som Kina, Indien, Singapore, Filippinerna, Hongkong och Taiwan.
I exempelvis Hongkong har dussintals kontorskollektiv tillkommit för att främja det snabbt växande intresset. Enligt Forbes är de bland de ledande teknikplatserna i världen, tillsammans med Silicon Valley och New York.
I Malaysias delstat Pinang, som länge har ansetts vara Österns Silicon Valley, har antalet kontorskollektiv ökat. Regeringen i Pinang har inlett en satsning på att omvandla byggnader från kolonialtiden i huvudstaden George Town till kontorskollektiv.
"Digitala nomader" har många kontorskollektivställen att välja bland i Asien, enligt Forbes.
Även i Indien har antalet kontorskollektiv ökat och särskilt i Bombay 2017.

### Europa

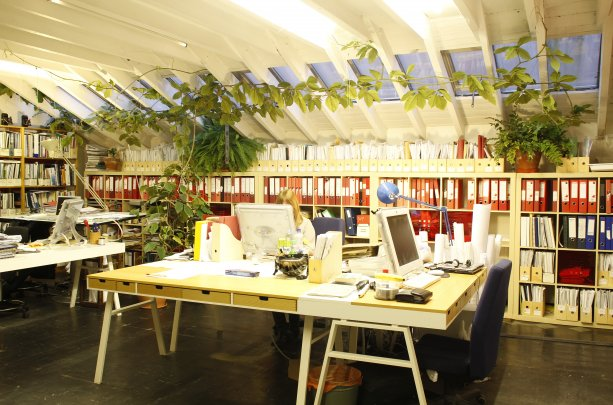
Kontorskollektiv i Glasgow.

Frankrike öppnade sitt första kontorskollektiv 2007, la Boate, i Marseille. 2008 öppnade två nya i Paris: La Cantinela och la Ruche.
Storbritannien är bland de mest mottagliga länderna i Europa vad gäller samarbetsidéer, och särskilt London, som har ett stort antal kontorskollektiv av alla de slag och behov. "Camden Collective" är ett projekt för att återanvända lediga och outnyttjade lokaler, och öppnade sitt första trådlösa och vägglösa kontorskollektiv 2009.
Kontorskollektiv har blivit vanligare även på Kontinenten, med Berlin i täten för den utvecklingen. Men det gäller inte enbart storstäderna, även mindre städer med många unga och kreativa människor, och särskilt universitetsstäder kan komma ifråga, som exempelvis "Cowork Greifswald", där fokus ligger på samarbete mellan kontorskollektiven och den akademiska världen.

### Ryssland
Det första kontorskollektivet "Basjnja" (ryska: Башня, 'Tornet') öppnade i Jekaterinburg 2008. Kort därpå uppstod kontorskollektiv i Moskva, Sankt Petersburg, Kirov, Novosibirsk, Rostov-na-Donu, Nizjnij Novgorod, Toljatti och andra storstäder.
I Moskva fick idén att utveckla arbetsrum/arbetsplatser statligt stöd inom ramen för programmet "Moskva: Kovorking 2.0" (ryska: Москва: Коворкинг 2.0), och 2012 öppnade "Klubb Nagatino" (ryska: Клуб Нагатино). Två år senare öppnade tre statliga kontorskollektiv samtidigt i Moskva.
Sberbank, Sparbanken i Ryska federationen, har ett eget utvecklingsprogram med kontorskollektiv för ungdomar i olika städer i Ryssland.
Två kontorskollektiv finns på designfabriken "Flakon" (ryska: Флакон, Flaskan). Ett annat kontorskollektiv har öppnat på konditorifabriken "Krasnyj Oktjabr" (ryska: Красный Октябрь, 'Röda oktober') inriktat på stamgästerna hos teknikföretaget "Digital October". Rysslands största kontorskollektiv "Rabotjaja stantsija Plaza" (ryska: Рабочая станция Plaza, 'Arbetsstationen Plaza') öppnade i april 2016 i Moskva, nära metrostationen Dmitrovskaja.

### Sverige
I Sverige har kontorshotell och kontorskollektiv ökat kraftigt, särskilt i storstäderna Stockholm, Göteborg och Malmö. Enligt tidningen Fastighetsvärlden' har de 19 största aktörerna mer än femdubblat sin yta i Stockholmsområdet på 7 år och hyr nu totalt drygt 181 000 kvadratmeter..

### Nordamerika
Sedan Neuberg startade kontorskollektivrörelsen 2005 har San Francisco en fortsatt betydande roll och härbärgerar ett ökat antal kontorskollektiv.
Kontorskollektiven har även spritt sig till många andra storstadsområden, som Seattle, Portland och Wichita.
Kontorskollektiven i New York har också utvecklats snabbt, varav en del till kontorshotell som exempelvis Regus. Efterfrågan på kontorskollektiv i Brooklyn upphör nästan aldrig beroende på ökningen av generation Y i den arbetsföra befolkningen. Nästan 1 av 10 i Gowanus i Brooklyn arbetar hemifrån.

## Trender
Affärstidningen Forbes uppskattar att det för närvarande finns uppemot 15 000 kontorskollektiv och kontorshotell runt om i världen. Varje vecka öppnar nya och konkurrensen är hård. Därför uppkommer nya kombinationer som kontorskollektiv och kollektivboende (coworking och coliving), det vill säga hotell med kontor, i inspirerande miljöer som gästerna kan pendla mellan.